# Рагби 7 репрезентација Хрватске
Рагби 7 репрезентација Хрватске рагби седам је селекција, која представља Републику Хрватску у овом олимпијском спорту.

## Организација
Рагби савез Хрватске руководи рагбијем 7, рагбијем 10 и рагбијем 15 у Републици Хрватској.

## Историја хрватског рагбија 7
У социјалистичкој Југославији, Хрвати су били најуспешнији од Југословена. Центри југословенског рагбија су били Загреб, Сплит и Макарска ривијера. 

### 2015
Седмичари Хрватске су освојили турнир у рагбију 7 у Београду 2015. Хрватски седмичар Ведран Антић је тада проглашен за најбољег седмичара турнира. На Европском првенству у Загребу, Хрвати су заустављени у полуфиналу од Србије.

### 2016
На Европском првенству у Бугарској, трећи ешалон, Хрватска је освојила прво место. У групи су Хрвати победили Турску, Норвешку, а изгубили су од Луксембурга. У четвртфиналу, "Шаховничари" су победили домаћина Бугарску, у полуфиналу су били бољи од Мађарске, а у финалу су надиграли Луксембург. Поново је бриљирао Ведран Антић, најбољи играч турнира. 

### 2017
Европско првенство у рагбију седам, други ешалон, одржано је у Чешкој, у Острави, Хрватска је завршила на седмом месту. У групи је Хрватска изгубила од Украјине, Израела, али је победом над Данском осигурала место у четвртфиналу, где је избачена од Украјине. У борби за седмо место, Хрватска је победила Литванију. 

### 2018
Европско првенство у рагбију седам, одржано је у Загребу. Пред домаћим навијачима Хрвати су изгубили од Израела, Белгије, а победили су Бугарску.

### 2019
Хрватски седмичари су играли на Европском првенству у рагбију седам у Загребу. То су уједно биле и квалификационе игре за Олимпијске игре у Јапану 2020. 

### 2021
Хрватски седмичари су играли на Европском првенству у рагбију седам у Загребу. У групној фази такмичења, Хрвати су надиграли Летонију и Мађарску, а изгубили су од Белгије. У четвртфиналу Хрвати су изгубили од Украјине. У разигравању за пласман, Хрвати су изгубили од Шведске, а победили Луксембург, па су завршили на седмом месту. 

### 2023
Хрватски седмичари су играли на Европском првенству у рагбију седам у Загребу. У групној фази такмичења, Хрвати су надиграли Бугарску, Швајцарску, Шведску. У четвртфиналу Хрвати су били бољи од Пољске, у полуфиналу од Мађарске, а у финалу Хрватска је изгубила од Украјине.
На турниру у Мађарској, Хрвати су победили Молдавију, Луксембург и Швајцарску. У завршници такмичења, Хрвати су у четвртфиналу победили Швајцарску, у полуфиналу су изгубили од Летоније, а у утакмици за треће место, хрватски седмичари су изгубили од Шведске 10-12.

## Тренутни састав
- Јан Влашић[6]
- Јошко Зунић
- Домагој Плазибат
- Марко Грчић
- Никола Павловић
- Лауро Костић
- Лука Јеротић
- Дује Плазибат
- Матеј Бујановић
- Ник Јуришић
- Дино Цврље
- Нико Вранешевић[7]